# Озерянка (річка)
Озеря́нка (інша назва — Чо́рна Рі́чка) — річка в Українських Карпатах, у межах Міжгірського району Закарпатської області. Ліва притока Тереблі (басейн Тиси).

## Опис
Довжина 18 км, площа водозбірного басейну 113 км². Похил річки 31 м/км. Річка типово гірська, зі швидкою течією, кам'янистим дном та численними перекатами. Долина вузька (V-подібна) і глибока, переважно заліснена. Річище слабозвивисте. На річці часто бувають паводки.

## Розташування
Озерянка бере початок на північний схід від села Синевир, на північно-західних схилах гори Мала Озерянка (масив Ґорґани). Тече спершу на північний захід, потім — на захід, і далі — переважно на південний захід (у пригирловій частині — на захід). Впадає до Тереблі на північ від села Синевир.

## Притоки
- Фульївець, Канчовський (праві); Песся, Яворовець (ліві).

Над річкою розташовані північно-східні присілки села Синевир.

## Цікаві факти
- Річка тече повністю в межах Національного природного парку «Синевир».
- В акваторії річки розташований іхтіологічний заказник «Кантина» та водоспад «Шипун»
- У минулому на річці існували дві клявзи — гідротехнічні споруди для лісосплаву. На залишках однієї з них тепер функціонує Музей лісу і сплаву.